# خیال‌پردازی (روان‌شناسی)
خیال‌پردازی (به انگلیسی: Fantasy) اصطلاحی که معمولا در اشاره به فرایند تصور اشیاء، نمادها یا رویدادها که در آن لحظه وجود ندارند بکار میرود. با این وجود، به خود نماد یا تصور نیز گفته میشود. به‌طور کلی، خیال پردازی فرایندی طبیعی، حتی نشانه ثبات و سلامت روانی شمرده میشود. جنبه های بیمارگونه خیال پردازی اصولا محدود به مواردی است که در آنها کیفیت هذیانی پیدا کرده یا زندگی روانی شخص را تحت تسلط در می آورد. خیال‌پردازی در معنای روانشناختی به دو جنبه متفاوت ذهن، خودآگاه و ناخودآگاه اشاره دارد.

## فانتزی در خودآگاه
فانتزی تصورکردن موقعیتی است که امیال و اهداف خالقش را آشکار میسازد. فانتزی ها گاه شامل موقعیتهایی بسیار بعید و گاه کاملا واقع گرایانه اند. فانتزی همچنین در بسیاری موارد میتواند دربرگیرنده محتوایی جنسی باشد. اغلب، افراد افکار خود را در حال دنبال کردن مجموعه ای از فانتزی ها پیرامون آنچه آرزو میکنند تا بتوانند انجام دهند یا آنچه آرزو میکنند که ای کاش انجام داده بودند، میابند. جورج ویلانت در مطالعه خود بر مکانیسم های دفاعی، فانتزی را یک نمونه شاخص از دفاع های نابالغ ذکر می کند.

## فروید و فانتزی
به عقیده فروید یک فانتزی پیرامون آرزوهایی چندگانه و اغلب واپس‌رانی شده شکل میگیرد. یک فانتزی، میل را به صورتی تغییر شکل یافته و از طریق فرایندی دفاعی نمایش میدهد. تمایل سوژه به حفظ فاصله با آرزوی سرکوب شده و تجربه کردن آن به صورت همزمان، امکان تجربه ای چندگانه از فانتزی را فراهم میسازد.

## اختلالات شخصیت
فانتزی همچنین یکی از سازوکارهای دفاعی در اختلالات شخصیت است. خیلی از کسانی که اغلب انگ اسکیزوئید بر آن‌ها زده می‌شود، یعنی افراد نامتعارف، گوشه‌گیر و هراسان، با خَلق یک زندگی تصوری به‌ویژه دوستانی تصوری در درون خود به تسکین و ارضای خود می‌پردازند. اینگونه افراد، به دلیل وابستگی فراوانشان به خیال‌پردازی، اغلب بسیار سرد و نجوش به نظر می‌رسند. درمانگر باید معاشرتی نبودن آن‌ها را به حساب ترسشان از صمیمیت بگذارد و بر آن‌ها خرده نگیرد یا اگر او را طرد کردند، دلخور نشود. درمانگر همواره باید با آرامش، اطمینان بخشی، و تعمق، نسبت به آن‌ها علاقه و توجه نشان دهد، بی آنکه اصراری برای دیدن واکنش متقابل از جانب آن‌ها داشته باشد. اگر ترسی را که آن‌ها از صمیمیت و نزدیکی، دارند، دریابیم و به راه‌های نامتعارفی که آن‌ها در زندگی و روابط خود برمی‌گزینند، توجه و احترام نشان دهیم، مفید و نیز درمانی خواهد بود.